# Saint Andrew, Barbados
Xã Saint Andrew ("St. Andrew") là một đơn vị hành chính ở phía bắc Barbados. Saint Andrew là một trong những khu vực hoang sơ của hòn đảo vì vị trí địa lý của nó nằm trên những ngọn đồi. xã Saint Andrew cũng sở hữu đỉnh cao nhất nước là Núi Hillaby cao 336 mét ở phía nam của xã. Xã được đặt tên thánh bảo hộ là Thánh Andrew, và cũng là tên phần thưởng cao quý nhất của đất nước "Huân chương Thánh Andrew"
Trong thời ký thuộc địa của Anh, họ thấy khu vực này khá giống với các vùng đồi và các cánh đồng tại Scotland. Vì thế, nhiều nơi của xã Saint Andrew ngày nay có tên hiệu là "Khu vực Scotland".
Saint Andrew nằm ở ven biển phía đông của Barbados, nơi Đại Tây Dương thường có nhiều biến động. Như là một phần trong nỗ lực của Barbados để bảo vệ môi trường, xã vẫn còn bảo tồn được nhiều tài nguyên thiên nhiên.

## Vị trí
- Saint James - Tây
- Saint Joseph - Đông nam
- Saint Peter - Bắc
- Saint Thomas - Nam